# Sarah McLeod
Sarah McLeod (* 18. Juli 1971 in Putāruru) ist eine neuseeländische Schauspielerin. 

## Leben
Sarah McLeod verkörperte unter anderem die Rolle der Rosie Hüttinger in der Filmtrilogie Der Herr der Ringe. Ihre Tochter Maisy spielte dort als Baby ihr Filmkind.

## Filmografie (Auswahl)
- 1994: The Last Tattoo
- 1995: The Conversation
- 1995: Forgotten Silver
- 1996: Get Real (Fernsehserie)
- 1998: Via Satellite (1998)
- 1999: A Twist in the Tale (Fernsehserie)
- 2001: Der Herr der Ringe: Die Gefährten (The Lord of the Rings: The Fellowship of the Ring)
- 2003: Der Herr der Ringe: Die Rückkehr des Königs (The Lord of the Rings: The Return of the King)
- 2003: Skin & Bone
- 2008–2009: Shortland Street (33 Folgen, Fernsehserie)
- 2010: Hugh and Heke